# Panamerikameisterschaft 2010 (Badminton)
Die Panamerikameisterschaften 2010 im Badminton fanden vom 21. bis zum 24. Oktober 2010 in Curitiba, Brasilien, statt.

## Medaillengewinner
| Disziplin    | Gold                            | Silber                      | Bronze                                  |
| ------------ | ------------------------------- | --------------------------- | --------------------------------------- |
| Herreneinzel | Stephan Wojcikiewicz            | Rodrigo Pacheco             | Sattawat Pongnairat                     |
| Herreneinzel | Stephan Wojcikiewicz            | Rodrigo Pacheco             | Nicholas Jinadasa                       |
| Dameneinzel  | Cee Nantana Ketpura             | Michelle Li                 | Phyllis Chan                            |
| Dameneinzel  | Cee Nantana Ketpura             | Michelle Li                 | Rena Wang                               |
| Herrendoppel | Sameera Gunatileka Vincent Nguy | Hugo Arthuso Daniel Paiola  | Adrian Liu Derrick Ng                   |
| Herrendoppel | Sameera Gunatileka Vincent Nguy | Hugo Arthuso Daniel Paiola  | Bruno Monteverde Rodrigo Pacheco        |
| Damendoppel  | Grace Gao Joycelyn Ko           | Alexandra Bruce Michelle Li | Cristina Aicardi Claudia Rivero         |
| Damendoppel  | Grace Gao Joycelyn Ko           | Alexandra Bruce Michelle Li | Iris Wang Rena Wang                     |
| Mixed        | Toby Ng Grace Gao               | Kevin Li Alexandra Bruce    | Adrian Liu Joycelyn Ko                  |
| Mixed        | Toby Ng Grace Gao               | Kevin Li Alexandra Bruce    | Sattawat Pongnairat Cee Nantana Ketpura |
| Mannschaft   | Kanada                          | Vereinigte Staaten          | Peru                                    |

## Mannschaft

### Endrunde
|  | Halbfinale          | Halbfinale         |                  |   | Finale           | Finale           |
|  |                     |                    |                  |   |                  |                  |
|  | Kanada              | 3                  |                  |   |                  |                  |
|  | Mexiko              | 0                  |                  |   |                  |                  |
|  | 2010/10/20 10:00    |                    |                  |   |                  |                  |
|  |                     |                    | 2010/10/20 17:00 |   |                  |                  |
|  | Kanada              | 3                  |                  |   |                  |                  |
|  |                     | Vereinigte Staaten | 1                |   |                  |                  |
|  |                     |                    |                  |   |                  |                  |
|  | Spiel um Platz drei |                    |                  |   |                  |                  |
|  | 2010/10/20 10:00    | 2010/10/20 10:00   | Mexiko           | 3 |                  |                  |
|  | Vereinigte Staaten  | 3                  | Peru             | 1 |                  |                  |
|  | Peru                | 1                  |                  |   | 2010/10/20 17:00 | 2010/10/20 17:00 |